# Ратник

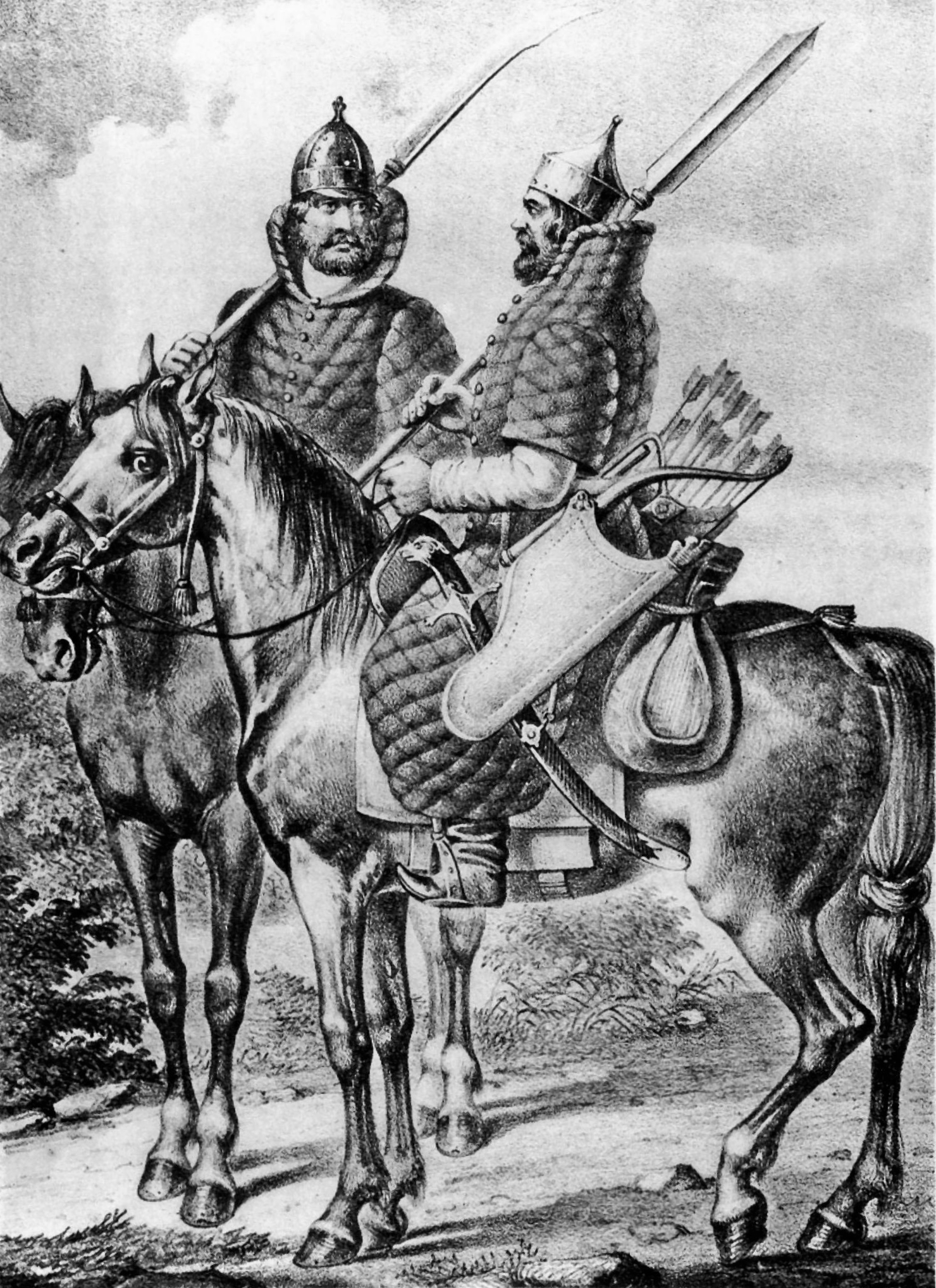
Ратники в тегиляях и шапках железных.

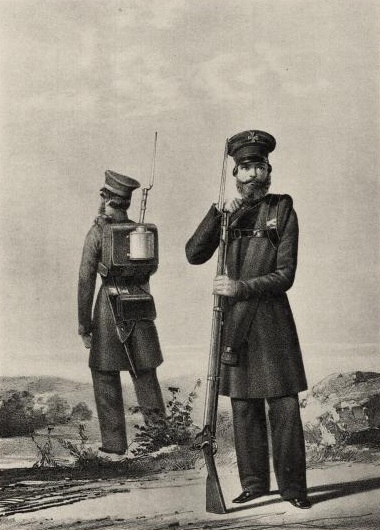
Стрелки ополчения Вологодской и Олонецкой губерний, 1812.

Ра́тник (от: Рать), в военном деле данный термин имеет следующие значения:
1. Воин, Ратай, Ратный (военный) человек в Древнерусском государстве. В отличие от воинов княжеской дружины, ратников из числа сельского населения (смердов) и горожан собирали в количестве, определявшимся князем, только по мере надобности;
2. В России имперского периода — рядовой государственного ополчения (запаса Вооружённых сил). Ратниками считались военнообязанные запаса 2-й и 3-й очереди, существовали до 1917 года.

## Воин
Ратники Русского царства — даточные люди. Заведовал даточными людьми временно существовавший приказ сбора ратных людей.

## Государственное ополчение
Числящиеся в ополчении, кроме офицеров, именуются ратниками и делятся на два разряда. В первом разряде, предназначаемом как для образования особых ополченных частей, так и для пополнения, в случае надобности, частей постоянных войск, состоят служившие в войсках и перечисленные в ополчении из запаса, а из зачисленных в ополчении при призыве на службу — лица, физически вполне годные к службе, кроме пользующихся льготами по семейному положению 1-го разряда; во втором, предназначаемом исключительно для сформирования ополченных частей — физически негодные к службе в постоянных войсках, но способные носить оружие, и льготные 1-го разряда.
В мирное время ведется учёт только всем перечисленным в ополчении из запаса и четырём младшим возрастам из зачисленных в ополчении при первоначальном призыве. Эти же лица могут быть призываемы в учебные сборы, всего не более двух раз, на срок до 6 недель. Впервые учебные сборы ратников ополчения были произведены в 1890 году и с тех пор повторяются ежегодно.

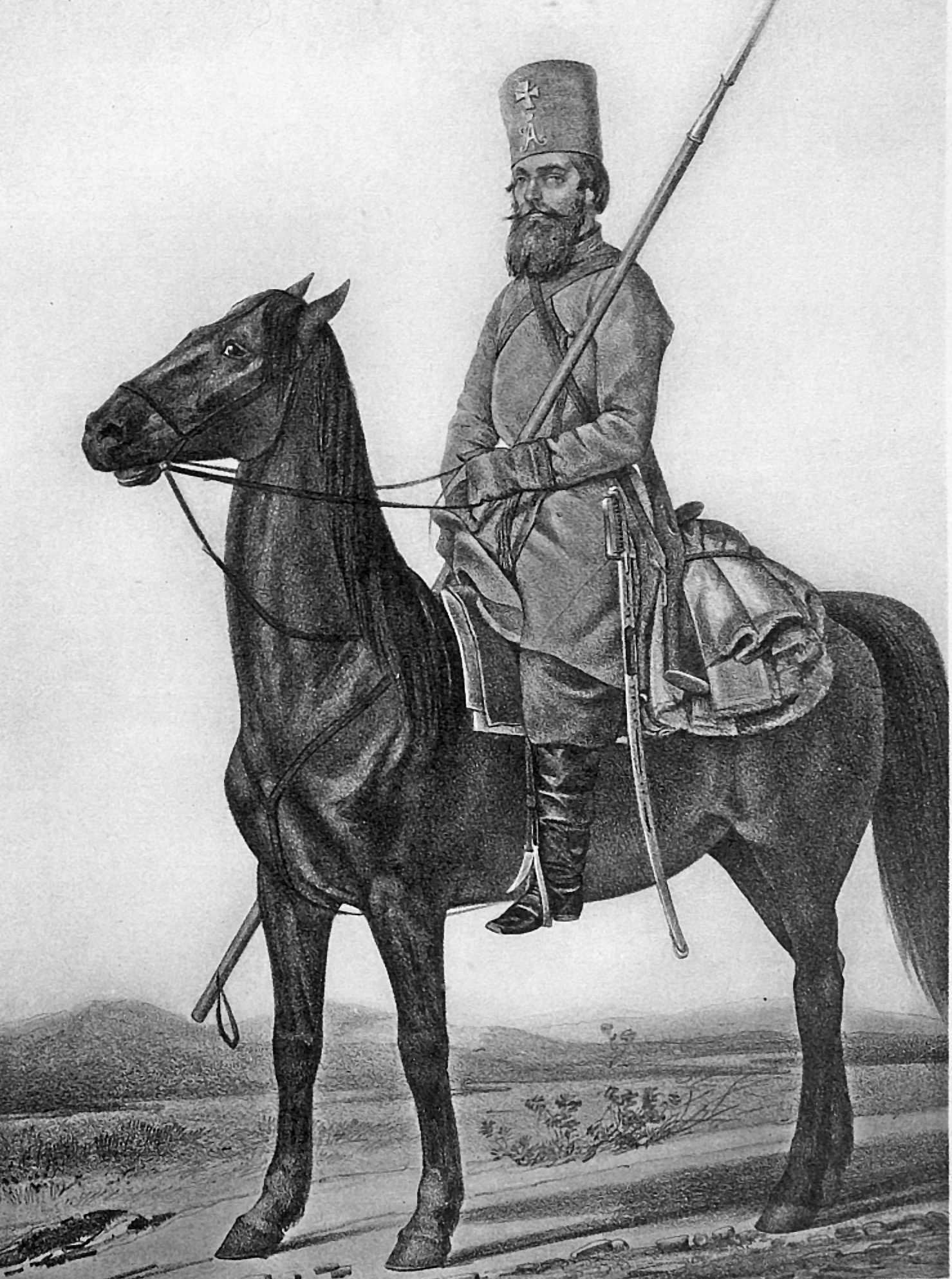
Конный казак Московского ополчения 1812—1831 гг.

Государственное ополчение 1-го разряда созывается Высочайшим указом Правительствующему сенату, а призыв ратников 2-го разряда — Высочайшим манифестом. О роспуске ополчения объявляется Именным указом. Созванное ополчение формируется в пешие дружины, конные сотни, артиллерийские батареи, сапёрные роты, морские экипажи, полуэкипажи и роты. Формирование должно быть закончено в 28 дней. Места формирования ополченных частей определяются заблаговременно; в этих местах при управлениях уездных воинских начальников состоят в мирное время особые кадровые нижние чины, по два на каждую роту, сотню или батарею. Часть расходов на образование и содержание частей ополчения относится на счёт казны (содержание кадровых, снабжение оружием, обозом и др.), часть — на счёт земских учреждений (первоначальное снабжение ратников обмундированием, заведение хозяйственных принадлежностей, и др.).
Ополченным частям присваивается особая форма обмундирования. Вводить ополченные части в состав действующих армий предполагается лишь в виде исключения; вообще назначение ополчения — замещение резервных войск.
Числящиеся в ополчении пользуются общими гражданскими правами и подсудны общему суду, за исключением: 1) неявки по призыву на действительную службу или к учебным сборам и 2) преступлений и проступков, соединённых с нарушением законов дисциплины и обязанностей военной службы, а равно маловажных проступков во время нахождения в учебных сборах. С момента призыва на действительную службу, для усиления постоянных войск или для сформирования ополченных частей, на состоящих в ополчении распространяются все ограничения и особые правила, установленные для военнослужащих. Во время нахождения на действительной военной службе чины ополчения сохраняют за собой должности, которые занимали на государственной гражданской службе, присвоенное им содержание, пенсии и право на зачёт времени, проведённого в военной службе, в сроки выслуги, установленные для производства в гражданские чины и т. п..